# 雪村とあ
雪村 とあ（ゆきむら とあ、12月16日 - ）は、日本の女性声優、歌手。主にアダルトゲーム業界で活動。以前はロックンバナナに所属し、フリーを経て、5年間アトリエピーチに所属し、2022年夏に再びフリーとなっていた。フリーとなって数か月後にansurプロダクションの「預かり所属」扱い（フリーを維持しつつの窓口業務をansurに委託状態）になっていたが、2023年4月に正式所属となった

## 人物
- 声優をめざすきっかけは、国語の授業で朗読を先生にほめられたことから[5]。
- 清楚系や病弱系など比較的おとなしめのキャラを演じる事が多い。
- 尊敬する人物はかつて同じ事務所に所属していた先輩の青葉りんご。
- 2016年10月31日をもってデビュー時から所属していたロックンバナナを退所し、フリーとして活動していたが[6]、2018年2月1日からアトリエピーチに所属している[7]。

## 出演作品
※太字はメインキャラクター

### PCゲーム

#### 2008年
- キスよりさきに 恋よりはやく（坂上 雪[1]）

#### 2009年
- ばにしゅ! 〜おっぱいの消えた王国〜（街娘A）

#### 2010年
- はるかぜどりに、とまりぎを。 2nd Story 〜月の扉と海の欠片〜（織姫 星[1])
- Cross Days（二条 葉音）
- ココロの住処（真崎 茉梨、真崎 八恵子[1]）
- 巨乳ちゃんはビ･ン･カ･ン〜秋籾紅葉〜（秋籾 紅葉）
- りんくす!〜キミと精霊と使い魔と〜 （エレット・リクィ[1]）
- 万引き、ダメ。絶対!!〜清楚な万引き女子・クラス全員2本挿し!ダブルω計画〜（相浦 ゆみ、双子[1]）
- しゃーまんず・さんくちゅあり〜巫女の聖域〜（木下 英理子[1]）
- よついろ☆パッショナート!（松岡 奏[1]）

#### 2011年
- AQUA（野々宮 千紗[1]）
- 妹ぱらだいす! 〜お兄ちゃんと5人の妹のエッチしまくりな毎日〜（七瀬 綾[1]）
- 蒼穹のソレイユ〜FULLMETAL EYES〜（フィルギア・ランドグリーズ[1]）
- あまふたサンドイッチ!!!-AMA-AMA-FUTA-MATA-SANDWICH!!!（露月 はゆる[1]）
- 大帝国（キャロル・キリング[1]）
- 戦極姫3〜天下を切り裂く光と影〜（毛利 隆元、浅井 長政、蘆名 盛隆[1]）
- 妹恋〜しすこい〜（涼本 春夏）[8]
- シュクレ 〜sweet and charming time for you.〜（亜麻川 千鶴）[9]
- Trinity's Tale〜はじまりのたまご〜（エレット）[10]
- 放課後かすたむ☆たいむ（妹タイプ）[11]
- 彼女は高天に祈らない（枯花咲耶姫） [12]

#### 2012年
- ツクモノツキ（雛子）[13]
- ゆきいろ 〜空に六花の住む町〜（北斗 ちとせ）[14]
- 英雄*戦姫（パラメデス）[15]
- リア充催眠（大崎こだま）
- Strawberry Feels 〜ストロベリー・フィールズ〜（夕崎 朝夏）[16]
- 古色迷宮輪舞曲 〜HISTOIRE DE DESTIN〜（古宮 舞）[17]
- カラフル☆きゅあー（桜宮 碧）[18]
- 貧は僕らの福の神（神代 吉乃）[19]
- さくら、咲きました。（烏丸 都）[20]
- 聖もんむす学園（リン＝ドラーヴェ）[21]
- 彼女はオレからはなれない（上代 碧）[22]
- 戦極姫4〜争覇百計、花守る誓い〜（蘆名盛隆[23]、毛利隆元[24]）

#### 2013年
- ナイものねだりはもうお姉妹（一之瀬 帆花）[25]
- ゆめこい 〜夢見る魔法少女と恋の呪文〜（七森 胡桃）[26]
- ChuSingura46+1 -忠臣蔵46+1-（浅野 阿久里、袴田 雛子）[27]
- かみさまのおえかき!（えしろえ）
- ずっとすきして たくさんすきして（右高 香春）[28]
- 双子座のパラドクス（春日 陽月）[29]
- 夜這いする七人の孕女（椎名 祐未）[30]
- アクマでオシオキっ! 丸城戸サド式ヘンタイお仕置き講座（リオ）[31]
- PriministAr -プライミニスター-（駒 小糸）[32]
- そして煌めく乙女と秘密^5（成瀬 小春）
- 戦極姫5〜戦禍断つ覇王の系譜〜（毛利隆元、蘆名盛隆、六角義賢）[33]
- 戦場のフォークロア -亡国の騎士団-（ルカ・トローアス）[34]

#### 2014年
- 聖もんむすFestival!!〜お祭りだよ全員集合!〜（リン=ドラーヴェ）[35]
- 終わる世界と双子座のパラダイス（春日陽月）[36]
- 戦極姫-華- 〜真 録・天下を切り裂く光と影〜（毛利隆元[37]、浅井長政[38]、蘆名盛隆[39]）
- 英雄*戦姫GOLD（パラメデス）[40]
- ひこうき雲の向こう側（広崎和美）
- 恋愛♥はーれむ 〜大好きって言わせて〜（松島 有希）[41]
- きつねつきワンルーム（羽海野 琴音）[42]
- 超催眠術学園（森下 佳澄）[43]
- ジンコウガクエン2（月）[44]
- 鏡の国のお姫様が学園生活と恋を始めました。（花村 郁）[45]
- リリウム×トライアングル（ハルカ）[46]
- ひとりのクオリア（古海 来夏）[47]
- ふたりのクオリア（古海 来夏）[48]
- イセカイ・ラヴァーズ! 〜巨乳の勇者はちょろいん〜（カチュア）[49]
- 彼女が俺にくれたもの。 俺が彼女にあげるもの。 〜KISS My Darling：めちゃ婚 case3〜（羊朶 芽里衣）[50]
- パサージュ! 〜passage of life〜（春日 雀）[51]
- トロピカルVACATION（深海 渚）[52]
- 戦極姫5〜戦禍断つ覇王の系譜〜（毛利隆元、蘆名盛隆）[53]

#### 2015年
- 戦極姫6〜天下覚醒、新月の煌き〜（まな、六角 義賢、弘中 隆兼）[54]
- ミライカノジョ（籐野 佳苗）[55]
- PRETTY×CATION2（早瀬 千歳）[56]
- 妄想コンプリート!（春日 エリカ）[57]
- 姉とプリンセスは嫌われたくない。-俺のラブコメ18禁フラグ、またしても管理できず-（ユリア）[58]
- 三極姫4〜天下繚乱 天命の恋絵巻〜（郭嘉奉孝、公孫讃伯珪）[59]
- サクラノ詩 -櫻の森の上を舞う-（明石 小牧）[60]
- 吸血姫のリブラ（カレンデュラ・オフィシナリス）[61]
- 果つることなき未来ヨリ（ノレイア）[62]
  - 果つることなき未来ヨリ X-RATED（ノレイア）[63]
- ソラコイ（ナミ）[64]

#### 2016年
- 天極姫2 ～覇権争奪、幻妖の将星～（郭嘉 奉考）
- 神楽花莚譚 追加シナリオパック（蛍間 望美）
- ビッチ姉ちゃんが清純なはずがないっ!（上郷 芹）[65]
- タラレバ 〜as in What if stories〜（矢野口 ありえ）[66]
- 戦極姫7 ～戦雲つらぬく紅蓮の遺志～（山科 言継）

#### 2017年
- LoveKami -Sweet♥Stars-（吉祥天 シュリ）

#### 2018年
- 働くオトナの恋愛事情2（高千穂 鈴音）
- こねこねこねこ（猫畑 美也日）
- 妹×妹? 素直になれない妹達とのえっちな共同生活（瑞木 理桜）
- Shining Song Starnova（ステラ・シルバー）
- はるとゆき、 (鬼首 トキ) [67]
- イイナリ姉色 ～お姉ちゃんさえいればいい!～ (柏木 結花)
- Hではじまるシェアハウス (小松崎 彩)
- きゃんきゃんバニープルミエール3（スワティ）
- 甘園ぼ ～二人だけのヒミツの遊び～（藤崎すみれ、藤崎 香苗）

#### 2019年
- メイドinウィッチライフ! -館で始まるHな魅了性活-（オーレリア・スタベイル）
- ねとられ姫（ヒメ）
- らぶこみゅ（春日 弓真）
- 彼女は友達ですか? 恋人ですか? それともトメフレですか?（雛守 桜子）
- いもうとコレクション（高科 実依歌）
- JK妹。（兎ノ宮 紬）
- もっと!孕ませ!炎のおっぱい超エロ♡アプリ学園!（湯谷 ひなた）

#### 2020年
- 神様のしっぽ ～干支神さまたちの恩返し～（みゆき）
- Shining Song Starnova: Idol Empire（ステラ・シルバー、ステラ・ゴールド）
- モノノ系彼女 ～陰キャですが、恋して良いですか？～（天狐 珠代）
- あまママほりっく（渋川 いちか）
- トリニティ×カラミティ ～淫らな躾と終わる世界～（ソフィー・ロンベルク）
- 美少女万華鏡 -理と迷宮の少女-（月岡 香恋）[68]
- 鍵を隠したカゴのトリ -Bird in cage hiding the key-（燕沢 夜）[69]
- シスターレッスン（野々宮 空）[70]
- 催眠奪女～全てが僕の自由になる世界へようこそ～ 朝霧架純編（朝霧 架純）

#### 2021年
- もっと!孕ませ!炎のおっぱい異世界超エロサキュバス学園! (グジュアル）
- セックスアンダーワールドへようこそ! (クラリッサ・オルバス)
- 放課後⇒エデュケーション! ～先生とはじめる魅惑のレッスン～ (天河 桜雪)
- けもみみ娘たちが癒してくれる子作り温泉宿 (ルリ)

#### 2022年
- 姫と婬欲のテスタメント（ノート）
- もっと!孕ませ!炎のおっぱい異世界おっぱいメイド学園!（リグジュアル・ヘルマーレ）

#### 2023年
- 催眠奪女4 ～全てが僕の自由になる世界へようこそ～ 天王寺歌恋編（朝霧 架純）

#### 2024年
- 彼女は友達ですか? 恋人ですか? それともトメフレですか? W（雛守 桜子）

### OVA
- 聖ブリュンヒルデ学園 少女騎士団と純白のパンティ〜甲冑お嬢様の絶頂おもらし〜 THE ANIMATION（とあ）
- ランス01 光をもとめて THE ANIMATION 第3話「ランス、断つ!!」（ラベンダー）[71]

### ブラウザゲーム
- にじげんカノジョ（碧井 エリカ）

### オンラインゲーム
- 天穹ノ彼方の錬星郷 (役不明) [72]
- ブレイヴガールズレイヴンズ (エイルフィード) [73]
- 戦乱プリンセスG (牛若丸、源義経)
- 星のガールズオデッセイ（アフロディーテ）
- 宝石姫 JEWEL PRINCESS（ラブラドライト、モリオン）
- Deep One 虚無と夢幻のフラグメント（2020年、ジャミラ）
- ミナシゴノシゴト（ギガントマキア）

### コンシューマーゲーム
- シュクレ PORTABLE（亜麻川 千鶴）[74]
- 古色迷宮輪舞曲〜La Roue de fortune〜（古宮 舞）[75]
- 彼女はオレからはなれない（上代 碧）[76]

### インターネット番組
- ゆき奈と朱音の「らぶ*しゅな」内コーナー AQUAプレゼンツ とあに一番近いラジオ（「HiBiKi Radio Station」：2010年11月11日 - 2011年7月28日）
- とあのお茶会（2012年10月5日 - 2012年11月16日）
- ねこねこラジオ（ねこねこソフト：YouTube）
- ねこットンラジオ（ねこねこソフト：YouTube：2013年3月13日 - 2015年3月25日、全45回）
- ずっとすきしてたくさんすきして カウントダウン放送（onomatope*：YouTube：2013年4月12日 - 2013年7月27日）
- もえげーハンターG（ニコニコ生放送バナラジ-banaradi-チャンネル：2013年9月11日 - 2016年4月27日）
- ☆らG（2016年5月27日 - ）

### ドラマCD
- カガクなヤツら（緋月 綾奈）※『チャンピオンRED いちご』2012年3月号付録

### 関連書籍
- 美少女ゲーム声優のお仕事（2012年、ミリオン出版）
- 美少女ゲーム声優のお仕事2（2013年、ミリオン出版）

## ボーカル

### アルバム
| 発売日         | タイトル     | 収録曲 | レーベル          |
| -------------- | ------------ | --- | ----------------- |
| 2014年12月12日 | Snow Crystal | 1. Different lovers 2. あなたとの景色 3. 花嫁ファンタジア 4. ほんとうの私【with 藤森ゆき奈】 5. 100%青春ラブ -Toa solo version- 6. みらくるみるく☆シルブプレ【with 上田朱音】 7. MINE -Toa solo version- 8. そらのかなた。 | dandelion RECORDS |

### ゲームボーカル
- Different Lovers（『聖もんむす学園』主題歌）
- kiss me kiss to you（『ずっとすきして たくさんすきして』オープニングテーマ）
  - 歌：甲斐中永遠（桜川未央）、上条来夏（きのみ聖）、真下冬眞（新堂真弓）、右高香春、蓬左秋奈（夏野こおり）
- あなたとの景色（『ずっとすきして たくさんすきして』香春エンディング）
- 100%青春ラブ（『大冒険！ゆけゆけ☆おさわりアイランド』テーマソング）
  - 歌：小倉まひろ（雪村とあ）、兎峰はねる（中家志穂）、蛇姫あみ（榛名れん）、虎牙ことら（晴海ほのか）、龍川たつみ（篠原ゆみ）
- 花嫁ファンタジア（『MA☆KO HUNTER』主題歌）
- MINE（『超催眠術学園』オープニングテーマ）
  - 歌：雪村とあ、新堂真弓、夏野虹花、葉月ゆづる
- 本当の私（『鏡の国のお姫様が学園生活と恋を始めました』主題歌）
  - 歌：藤森ゆき奈、雪村とあ
- みらくるみるく☆シルブプレ（『えろまんが！ Hもマンガもステップアップ♪』主題歌）
  - 歌：雪村とあ、上田朱音
- 純白のRing（『PRETTY×CATION2』千歳ED）
  - 歌：早瀬 千歳
- THE ANNUNCIATiON（『吸血姫のリブラ』オープニングテーマ）
  - 歌：新堂真弓、雪村とあ
- 君と描く未来（『ビッチ姉ちゃんが清純なはずがないっ！』 エンディング曲2）
  - 作詞・歌：雪村とあ
- サプリメンタリーレッスン 〜放課後☆補習授業〜（『放課後⇒エデュケーション! ～先生とはじめる魅惑のレッスン～』 主題歌）
  - 歌：雪村とあ、叶一華、風鈴みすず

### アニメボーカル
- そらのかなた。（『聖ブリュンヒルデ学園 少女騎士団と純白のパンティ THE ANIMATION』テーマソング）

### キャラクターソング
- 春の星座（『さくら、咲きました。 キャラクターソングCD』烏丸都 キャラクターソング）

### オリジナルソング
- 向日葵のように